# Szarowola
Szarowola [pronunciación en polaco: /ʂarɔˈvɔla/] es un pueblo ubicado en el distrito administrativo de Gmina Tomaszów Lubelski, dentro del condado de Tomaszów Lubelski, voivodato de Lublin, en el este de Polonia. Se encuentra a unos 7 kilómetros al noroeste de Tomaszów Lubelski y a 101 kilómetros al sureste de la capital regional Lublin.